# Gelephu Airport
Gelephu Airport är en flygplats i Bhutan.   Den ligger i distriktet Sarpang, i den centrala delen av landet, 100 kilometer sydost om huvudstaden Thimphu. Gelephu Airport ligger 276 meter över havet.
Terrängen runt Gelephu Airport är varierad, och sluttar söderut. Runt Gelephu Airport är det ganska tätbefolkat, med 96 invånare per kvadratkilometer.. Närmaste större samhälle är Geylegphug, 2,6 kilometer sydost om Gelephu Airport.
Omgivningarna runt Gelephu Airport är en mosaik av jordbruksmark och naturlig växtlighet.